# Escandolières
Escandolières település Franciaországban, Aveyron megyében. Lakosainak száma 222 fő (2022. január 1.). Escandolières Auzits, Bournazel, Goutrens és Saint-Christophe-Vallon községekkel határos.

## Népesség
A település népességének változása:
| Lakosok száma | 324  | 272  | 254  | 207  | 222  | 229  | 234  | 240  | 242  | 222  |
|               | 1968 | 1982 | 1990 | 2006 | 2013 | 2015 | 2017 | 2019 | 2020 | 2022 |